# Macrocera bilucida
Macrocera bilucida är en tvåvingeart som beskrevs av Loïc Matile 1979. Macrocera bilucida ingår i släktet Macrocera och familjen platthornsmyggor. Inga underarter finns listade i Catalogue of Life.